# 太田市立旭小学校
太田市立旭小学校（おおたしりつ あさひしょうがっこう）は、群馬県太田市東矢島町にある公立小学校である。

## 沿革

### 年表
本校の歴史を簡単に記した、年表である。
- 1983年（昭和58年）
  - 5月16日 - 九合地区新設小学校説明会開催。
  - 5月27日 -  新設校分離対策委員会開催。
  - 6月8日 - 太田市教育委員会は、校名を「旭小学校」と決定する。
- 1984年（昭和59年）
  - 4月1日 - 旭小学校開校。
  - 5月23日 - 緑愛護会植樹（黒松・楓・木犀等）。
  - 5月27日 - PTA植樹（黒松・さつき・つげ等）。
  - 8月1日 - プール開き。
  - 10月11日 - 体育館が完成。
  - 11月24日 - 開校記念日。開校記念講演会開催。
  - 11月25日 - 開校記念子どもフェスティバル開催。
- 1985年（昭和60年）11月27日 - 開校1周年記念子どもフェスティバル開催。
- 1988年（昭和63年）
  - 3月 - 校庭遊具が完成。
  - 11月13日 - 開校5周年記念子どもフェスティバル開催。
  - 11月27日 - 開校5周年記念校内マラソン大会開催。
- 1991年（平成3年）3月30日 - 校庭全面整地と植樹。
- 1992年（平成4年）
  - 6月20日 - 観察用池完成。
  - 8月21日 - 的当て板を設置。
- 1993年（平成5年）10月15日 - この日と翌日の2日間、開校10周年記念式典挙行し、児童PTA発表会開催。また、10月15日には、クライミングハント棒を設置。
- 1994年（平成6年）9月12日 - 体育館屋根全面改修工事。
- 1998年（平成10年）
  - 2月 - 校舎北側職員駐車場塗装工事。
  - 8月 - 学習用コンピュータ21台設置。
  - 11月7日 - 開校15周年記念音楽観賞会開催。
- 1999年（平成11年）4月1日 - わかくさ学級（特別支援学級）を新設。
- 2002年（平成14年）1月19日 - あさひ小学校支援隊発足。
- 2003年（平成15年）11月7日 - 開校20周年記念式典挙行。
- 2004年（平成16年）3月22日 - 学校ISO14001認証取得。
- 2013年（平成25年）
  - 12月4日 - 創立30周年記念ありがとう集会開催。
  - 12月5日 - あさひ小学校支援隊が文部科学大臣表彰される。
- 2018年（平成30年） - プレハブ校舎完成。

## 学区
本校の学区は以下の通りである。
- 飯塚町の一部（市道飯塚西新町線以南）
- 西矢島町の一部（市道東毛幹線以北）
- 東矢島町
- 東別所町

## 周辺
- 太田市立旭中学校
- BUSターミナルおおた
- 常磐高等学校 飯塚町キャンパス
- 太田市立東中学校

## 関係者

### 卒業生
- ざわちん（タレント、ものまねタレント）